# Sonny Åberg
Sonny Åberg, född 22 november 1958 i Göteborg, började spela fotboll i Backa IF på Hisingen. Han flyttade 1973 med familjen (Gert, Ulla, Dahn och Stefan) upp till Svenshögen i Bohuslän som ligger cirka 5 mil norr om Göteborg.
Han spelade där fotboll i Ödsmåls IK fram till 1978 då han på hösten blev värvad till IK Oddevold. Blev 1980 värvad till Örgryte IS där han spelade under hela 1980-talet. Han blev svensk mästare 1985 med ÖIS.
Efter en besvärlig korsbandskada gick han åter tillbaka till Ödsmåls IK för att där spela sina sista år tillsammans med sina bröder Dahn och Stefan 1991.
Återfinns sedan 2005 i Qviding FIFs A-lags ledarstab efter 4 år i klubbens u-lag.
Bor numera i Göteborg med sin familj och dotter Lisa Åberg som dock satsat på handboll och spelar för PH-07. 